# 横山亨
横山 亨（よこやま とおる、1923年1月9日 - 1998年11月17日）は、日本の金属工学者。第9代横浜国立大学学長。工学博士（東京大学）。

## 経歴
長野県東筑摩郡片丘村北内田（現松本市）生まれ。神奈川県横浜市育ち。旧制横浜第一中学校、旧制第一高等学校を経て、1945年東北帝国大学工学部航空学科卒業。横浜高等工業学校航空工学科助教授となる。1961年横浜国立大学工学部機械工学科教授。1962年西ドイツ・フンボルト研究員として理工学研究所客員研究員となる。1977年 横浜国立大学工学部長。1985年同学長。1988年退官。1996年勲二等旭日重光章受章。
父の横山盛彰は金沢高等工業学校校長を務めた。

## 著書
- 『機械材料 標準機械工学講座9』  コロナ社 1971
- 『図解合金状態図読本』 オーム社 1974